# Mycetophila chubutensis
Mycetophila chubutensis är en tvåvingeart som beskrevs av Duret 1991. Mycetophila chubutensis ingår i släktet Mycetophila och familjen svampmyggor. Inga underarter finns listade i Catalogue of Life.